# Exyston chamaeleon
Exyston chamaeleon là một loài tò vò trong họ Ichneumonidae.